# Buraku

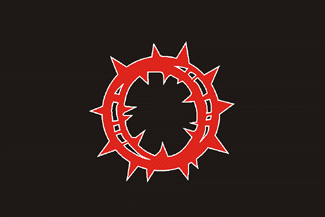
Bandera de la Lliga d'Alliberament Buraku

Els Buraku , Burakumin (部落民: buraku, comunitat o llogarret + min, gent), o hisabetsu buraku (被差別部落 comunitats discriminades / llogarrets discriminats") del Japó són la població discriminada japonesa. No es tracta d'una minoria racial o ètnica, però els seus membres són reconeguts com a descendents de les poblacions sense casta del període feudal (segle xvii). Es dediquen principalment a fer peces de pell, feina rebutjada pels japonesos com a país budista, ja que requereix el sacrifici dels animals.
Dos grups principals representen els Buraku: la Lliga d'Alliberament Buraku (LAB) i la Federació japonesa del Moviment d'Alliberament Buraku (MAB).

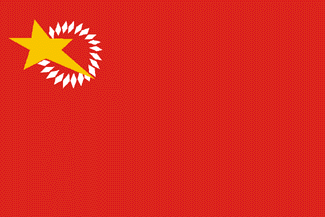
Bandera del Moviment d'Alliberament Buraku

La LAB fa servir la bandera negra que fou dissenyada per Mankichi Nishimitu i creada el 1935 com a bandera de la Suihei-sha (Associació de l'Horitzó) que fou l'organització original d'alliberament social dels buraku. Fundada el 1922, conjuntament amb altres organitzacions formà el 1946 el Comitè Nacional d'Alliberament Buraku, que canvià de nom el 1955 per esdevenir Moviment Buraku i després el Moviment d'Alliberament Buraku. El negre simbolitza els anys negres de la discriminació i el vermell l'alegria de l'alliberament; la corona d'espines és la que fou posada sobre el cap de Jesucrist i representa el desconsol. El MAB disposa d'una bandera vermella. L'organització es va escindir de la LAB el 1976.